# Mulan (soundtrack uit 1998)
Mulan is de originele soundtrack, met liedjes van Matthew Wilder (muziek) en David Zippel (tekst) en filmmuziek gecomponeerd en gedirigeerd door Jerry Goldsmith voor de film Mulan uit 1998 van Barry Cook en Tony Bancroft. Het album werd uitgebracht op 2 juni 1998 door Walt Disney Records.
De liedjes worden gezongen door de cast. Het album bevat ook de liedjes "True to Your Heart" van 98° & Stevie Wonder en "Reflection" van Christina Aguilera die op single zijn uitgebracht.
Het album verscheen ook in anderstalige versies, waarbij de Nederlandstalige versie de gelijknamige hoofdrol wordt gezongen door Linda Wagenmakers.
Een gelimiteerde promotionele uitgave met Jerry Goldsmith's complete filmmuziek werd ook uitgebracht en werd een collector's item.

## Tracklijst
Alle liedjes zijn gecomponeerd door Matthew Wilder met teksten van David Zippel. Alle filmmuziek-tracks zijn gecomponeerd door Jerry Goldsmith.

| 1.                 | Honor to Us All                     | Lea Salonga, Marni Nixon & Beth Fowler                      | 3:03 |
| 2.                 | Reflection                          | Lea Salonga                                                 | 2:27 |
| 3.                 | I'll Make a Man Out of You          | Donny Osmond & Chorus‡                                      | 3:22 |
| 4.                 | A Girl Worth Fighting For           | Harvey Fierstein, Matthew Wilder, Jerry Tondo & Lea Salonga | 2:26 |
| 5.                 | True to Your Heart                  | 98° & Stevie Wonder                                         | 4:16 |
| 6.                 | Suite from Mulan (filmuziek)        |                                                             | 7:06 |
| 7.                 | Attack at the Wall (filmmuziek)     |                                                             | 4:59 |
| 8.                 | Mulan's Decision (filmmuziek)       |                                                             | 3:23 |
| 9.                 | Blossoms (filmmuziek)               |                                                             | 6:27 |
| 10.                | The Huns Attack (filmmuziek)        |                                                             | 4:30 |
| 11.                | The Burned-Out Village (filmmuziek) |                                                             | 5:53 |
| 12.                | Reflection (pop version)            | Christina Aguilera                                          | 3:36 |
| Totale duur: 51:25 |                                     |                                                             |      |

‡ Harvey Fierstein, Matthew Wilder, Lea Salonga en Eddie Murphy hebben elk één regel in het refrein, terwijl Jerry Tondo er twee heeft.

## Prijzen en nominaties
| Jaar | Prijs                   | Categorie                                                                | Genomineerde(n)                                          | Uitslag     |
| ---- | ----------------------- | ------------------------------------------------------------------------ | -------------------------------------------------------- | ----------- |
| 1999 | Academy Awards (Oscars) | Beste originele muziek (musical of komedie)                              | Jerry Goldsmith, Matthew Wilder & David Zippel           | Genomineerd |
| 1999 | Golden Globe Awards     | Beste filmmuziek                                                         | Jerry Goldsmith                                          | Genomineerd |
| 1999 | Golden Globe Awards     | Beste nummer                                                             | Matthew Wilder & David Zippel, voor "Reflection"         | Genomineerd |
| 1999 | Grammy Awards           | Best Song Written for a Motion Picture, Television or Other Visual Media | Matthew Wilder & David Zippel, voor "True to Your Heart" | Genomineerd |